# Auferstehungskirche (Hastedt)
Die evangelische Auferstehungskirche Hastedt in Bremen-Hemelingen Ortsteil Hastedt, Drakenburger Straße 42, gehört zu den bedeutenden Bremer Bauwerken.
Die Gebäude stehen seit 2017 unter Bremischen Denkmalschutz.

## Geschichte
Die Auferstehungskirche Hastedt wurde von 1958/1959 nach Plänen des Architekten Carsten Schröck gebaut. Sie besteht aus dem Kirchenraum, dem Gemeindezentrum, das um einen Innenhof angeordnet ist, und dem freistehenden, niedrigen Glockenturm aus Beton und Holz von 1961. Die gebogene Wand um den Altarraum aus Sichtbeton mit seiner Schrägen und das gekrümmte Dach aus Leimholzbindern sind wie ein Sattel geformt, bestimmen die besondere Gestaltung der Kirche. Zwei große Fensterfronten an den beiden Seitenwänden sind aus farbigem Glas; eine Weitere ist in der Schräge des Dachs angeordnet.
Im Inneren befindet sich eine Empore. Das Buntglasmosaik des Auferstandenen im Altarraum stammt vom Quelkhorner Künstlers Erhart Mitzlaff (Bremen / Fischerhude). In dem schlichten Kirchraum befinden sich Taufbecken, Kerzenleuchter und Kanzel vom Kunstschmied Hermann Carl Rippe.
Eberhard Syring schreibt auf den Internetseiten des Vereins Bremer Zentrum für Baukultur dazu: „Das Kompositionsprinzip dieses markanten Bauwerks, das im Volksmund den Namen ‚Sessel Gottes‘ bekommen hat, beruht auf dem Kontrast und dem Spiel zweier gekrümmter Formen.“

## Auferstehungsgemeinde
Die Auferstehungsgemeinde besteht seit 1959; früher mit 9500 und heute (2014) mit 2500 Gemeindeglieder. Als „Sessel des lieben Gottes“ wird in der Kirchengemeinde auch das Bauwerk gern benannt. Auf dem Gelände der Auferstehungsgemeinde befand sich im Zweiten Weltkrieg eine Großwäscherei, in der bei einem Luftangriff von 1944 zahlreiche polnische Zwangsarbeiterinnen ums Leben kamen. Die Gemeinde pflegt seit 1987  die Erinnerung an diese Geschichte.
Zwei Kindergärten, eine Jugendgruppe, mehrere Musikgruppen, Frauen- und Seniorengruppen sowie ein Förderverein gehören zum Gemeindeleben.